# Miers Stream
Koordinaten: 78° 7′ S, 164° 9′ O

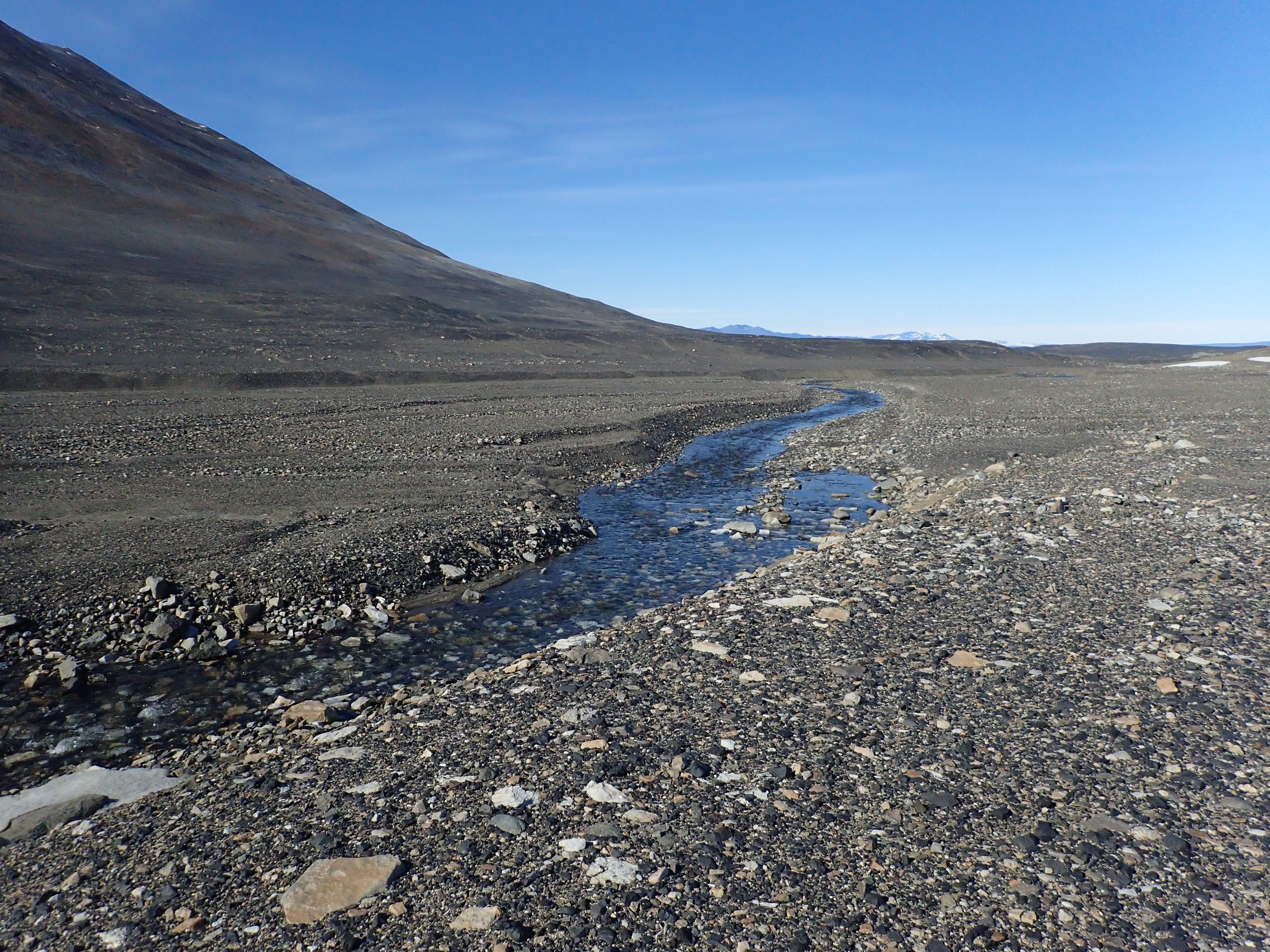
Miers Stream (2016)

Der Miers Stream ist ein Schmelzwasserfluss im ostantarktischen Viktorialand. In den Denton Hills an der Scott-Küste fließt er vom Miers-Gletscher durch den Lake Miers im Miers Valley zum McMurdo-Sund, den er nördlich des Becker Point erreicht. 
Das New Zealand Geographic Board benannte ihn in Verbindung mit dem gleichnamigen Tal, dessen Namensgeber nicht überliefert ist.